# Institut de planétologie et d'astrophysique de Grenoble
L'Institut de planétologie et d'astrophysique de Grenoble (ou IPAG) est un institut de recherche français créé le 1er janvier 2011, résultant de la fusion de deux laboratoires : le Laboratoire d'astrophysique de Grenoble (LAOG) et le Laboratoire de planétologie de Grenoble (LPG). Cet institut situé 414 rue de la Piscine à Saint-Martin-d'Hères est un laboratoire de l'Observatoire des sciences de l'Univers de Grenoble et rassemble l'essentiel des recherches en astrophysique et planétologie du campus grenoblois.
Outre la réalisation d'instruments de très haute technologie installés au sol ou envoyés à bord de missions spatiales lointaines, les équipes de l'IPAG sont à l'origine de la découverte de plusieurs exoplanètes.

## Statut
L'IPAG est une unité mixte de recherche du CNRS et de l'université Grenoble-Alpes. Il est l'un des laboratoires de l'Institut national des sciences de l'Univers et de l'Observatoire des sciences de l'Univers de Grenoble.

## Composition
L'IPAG compte près de 100 postes permanents et environ 70 membres non permanents, parmi lesquels une trentaine de doctorants. Il est composé de chercheurs, d'astronomes, d'ingénieurs et techniciens et de personnels administratifs. L'ensemble de ces personnes est réparti en 7 équipes de recherche, :
- Planétologie « PLANETO » (Responsable : A. Hérique) : étude des planètes, comètes et météorites du système solaire, dans le cadre de l'exploration du système solaire par les sondes spatiales lancées notamment par l'Agence spatiale européenne (ESA) et la NASA ;
- Astrophysique moléculaire « INTERSTELLAIRE » (Responsable : N. Ponthieu) : les processus chimiques et physiques à l'œuvre dans le milieu interstellaire et tout particulièrement l'astrochimie pendant la formation stellaire, des nuages parents aux systèmes planétaires. Thèmes de recherche principaux : astrochimie, formation d'étoiles, collisions moléculaires, Univers froid ;
- Phénomènes à haute énergie et plasmas astrophysiques « SHERPAS » (Responsable : P. O. Petrucci) : environnement d'objets compacts (trous noirs, étoiles à neutrons) ainsi que les jets de matière émis par les disques d'accrétion présents autour de ces objets ;
- Origin of Disks and Young Stellar Systems « ODYSSEY », soit en français Origine des disques et des jeunes systèmes stellaires (Responsable : C. Dougados) : formation et évolution des étoiles et de leur disque protoplanétaire jusqu'à la formation de systèmes planétaires, à l'aide d'observations multi-échelles et multi-techniques et de modélisation numérique ;
- « SPECTRE » (Responsable : A. Faure): origine des composés volatils (l’eau par exemple) et organiques dans les planètes, spécificités du système solaire, rôle de la turbulence dans la formation stellaire, effets des vents stellaires et des champs magnétiques sur les atmosphères planétaires ;
- Exoplanètes (Responsable : Xavier Delfosse) « EXOPLANETES » détection et caractérisation des systèmes exoplanétaires en imagerie directe, par vitesse radiale ou par occultation. Imagerie à haute résolution angulaire, haut contraste, coronographie.
- « CHARM » (Contrast High Angular Resolution spectro-iMaging) (Responsable : J.-P. Berger) : recherche instrumentale sur la haute résolution spatiale, la haute résolution spectrale et l’imagerie haut contraste dans le domaine optique.

## Directeurs
- 2021 - : Guillaume Dubus
- 2016 – 2020 : François-Xavier Désert
- 2011 – 2015 : Jean-Louis Monin

## Recherche scientifique
La recherche scientifique effectuée au sein de ce laboratoire suit plusieurs axes de recherche :
- La recherche et la caractérisation de planètes extrasolaires (équipe exoplanètes) par les techniques directes (imagerie à haut contraste et haute résolution angulaire) et indirectes (vitesses radiales, transits).
- La formation stellaire et planétaire (équipe odyssey, spectre) depuis l'effondrement du nuage interstellaire jusqu'à la physique et la chimie (équipes interstellaire) des disques circumstellaires.
- Les phénomènes d'accrétion et d'éjection des objets stellaires jeunes et des objets compacts (équipe odyssey, sherpas) où les énergies mises en œuvre sont énormes.
- Les sciences planétaires avec l'étude des interactions Soleil-Terre, les sub-surfaces planétaires, les astéroïdes et la chimie sur la matière primitive (équipes planéto, spectre).
- Une recherche instrumentale de pointe pour répondre aux besoins de la communauté scientifique en termes d'instrumentation pour l'exploration de l'univers proche et lointain (équipe charm). Cela va de la haute résolution angulaire (optique adaptative et interférométrie), aux développements de nouvelles technologies (spectromètre intégré, capteurs).

L'IPAG abrite aussi le centre Jean-Marie Mariotti qui développe des logiciels de traitement du signal interférométrique.

## Développement instrumental
Fort de sa recherche instrumentale, l'IPAG est un acteur majeur européen impliqué dans bon nombre d'instruments destinés à la recherche astronomique. En 1999, l'institut participe au projet international Archeops visant à observer le fond diffus cosmologique. L'IPAG a eu un rôle central dans la conception et la réalisation de l'instrument SPHERE installé depuis 2014 au VLT et dont la fonction est l'imagerie à haut contraste et haute résolution angulaire d' exoplanètes et de disques protoplanétaires.  L'institut de planétologie et d'astrophysique de Grenoble fait partie des laboratoires français chargés de la mise au point de l'instrument SPIRou destiné à équiper l'observatoire Canada-France-Hawaï en 2017, dans le but de découvrir des exoplanètes de la taille de la Terre. L'IPAG a été également impliqué dans la mise au point du radar CONSERT et du spectromètre VIRTIS dans la mission de la sonde spatiale Rosetta. Au cours de cette mission, ses chercheurs ont eu l'occasion de devoir retrouver l'atterrisseur Philae par triangulation, alors qu'il s'était égaré à la surface de la comète Tchouri lors du premier contact. En 2015, l'IPAG et le LETI participent au projet européen GRAVITY piloté par l'Institut Max-Planck d'astrophysique, afin de mettre au point une puce optique adaptée à l’interférométrie astronomique ayant des performances bien supérieures aux instruments précédents.
L'institut développe également des modèles numériques simulant les aurores polaires de couleur bleue sur Mars.

### Instrumentation sol
| Nom     | Mise en service | Domaine                                                                                  | Lieu                             |
| ------- | --------------- | ---------------------------------------------------------------------------------------- | -------------------------------- |
| NAOS    | 2002            | Optique adaptative de NACO                                                               | VLT - Chili                      |
| AMBER   | 2004            | Interférométrie infrarouge à 3 télescopes                                                | VLTI - Chili                     |
| WIRCAM  | 2005            | Caméra grand champ infrarouge                                                            | CFHT - Hawaï                     |
| PIONIER | 2010            | Interférométrie à 4 télescopes                                                           | VLT - Chili                      |
| SPHERE  | 2015            | Spectro-imageur infrarouge avec optique adaptative                                       | VLT - Chili                      |
| GRAVITY | 2015            | Interférométrie à 4 télescopes                                                           | VLTI - Chili                     |
| ExTrA   | 2018            | Spectro-imageur infrarouge 3 télescopes dédié à la recherche d'exoplanètes en transit    | Observatoire de La Silla - Chili |
| HARMONI | 2030            | Spectro-imageur proche infrarouge à moyenne résolution spectrale                         | Télescope géant européen - Chili |
| MORFEO  | 2030            | Système d'optique adaptative grand champ pour les instruments HARMONI et MICADO de l'ELT | Télescope géant européen - Chili |

Développé en 2010 par l'IPAG, l'instrument optique PIONIER bénéficie depuis juin 2015 d'une caméra infrarouge révolutionnaire nommée RAPID en référence à ses capacités à fournir plusieurs centaines d’images infrarouge par seconde. La création de cette caméra a nécessité quatre autres partenaires scientifiques dont le LETI et son coût financier est d’environ 12 millions d’euros. En décembre 2017, cet instrument dévoile le bouillonnement d'une étoile géante rouge située à 530 années-lumière et dont les cellules de convection arrivant à sa surface sont proportionnellement dix mille fois plus vastes que celles du Soleil.
Le consortium GRAVITY comprend l'IPAG, le Laboratoire d'études spatiales et d'instrumentation en astrophysique de Paris et le centre français en aérospatial. Cet instrument utilisé comme interféromètre du Très Grand Télescope au Très Grand Télescope (VLT) du Chili permet de zoomer pour la première fois sur des trous noirs en combinant les faisceaux lumineux des quatre télescopes principaux du VLT pointés vers un même objet. Développé dans des longueurs d'onde allant de 2 à 2,5 micromètres, il est testé avec succès en octobre  2015. En juin 2016, l'instrument GRAVITY observe avec une précision inégalée le trou noir supermassif distant de 25 000 années-lumière qui occupe le centre de la Voie lactée. Ces observations représentent une réussite technique d'autant plus attendue par la communauté scientifique que l'étoile S2 ayant une orbite elliptique autour du trou noir supermassif passera en 2018 au plus près de ce dernier, à seulement 17 heures-lumière.
En janvier 2018, l'instrument ExTrA permettant d'étudier les exoplanètes et piloté depuis l'IPAG, reçoit sa première lumière. En décembre de la même année, le système NAOMI (New Adaptive Optics Module for Interferometry), mis au point par l'IPAG et l'Observatoire européen austral, est opérationnel sur les instruments PIONIER, GRAVITY et MATISSE de l'interféromètre du Très Grand Télescope, voyant ainsi leurs performances fortement améliorées lors d'observations dans des conditions de turbulence atmosphérique dégradées.

### Instrumentation spatiale
| Nom      | Mise en service | Mission                                       | Instrumentation                 |
| -------- | --------------- | --------------------------------------------- | ------------------------------- |
| Rosetta  | 2004            | Comète 67P/Tchourioumov-Guérassimenko en 2014 | radar CONSERT                   |
| ASSERT   | 2018            | Hayabusa 2                                    | tomographie radar sur astéroïde |
| SuperCam | 2020            | Mars 2020                                     | analyseur à distance            |

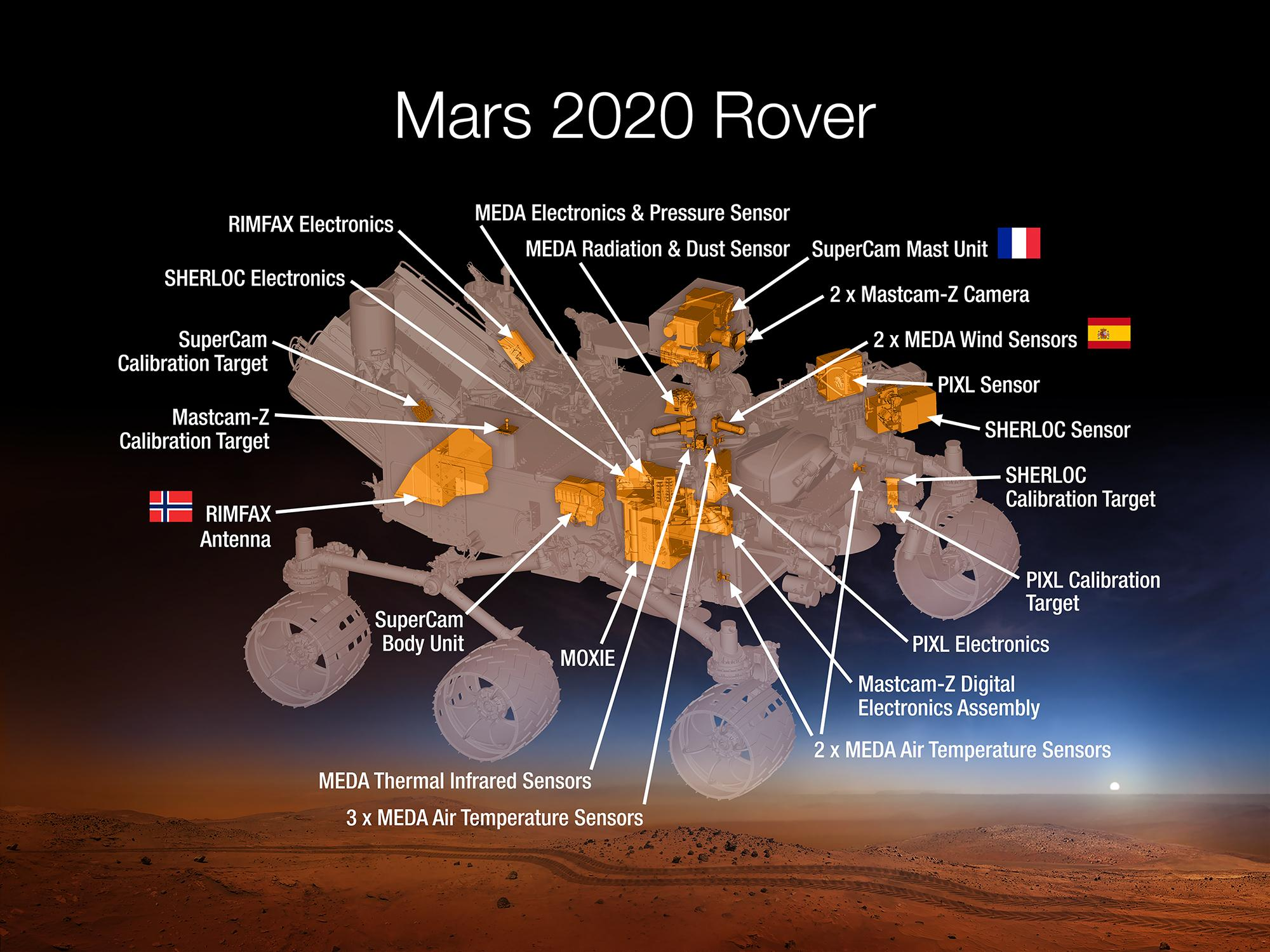
Position de la SuperCam sur le rover.

L'institut de planétologie et d'astrophysique fait partie du consortium CHEOPS financé par onze pays européens et visant à caractériser des systèmes exoplanétaires connus lors de cette mission spatiale lancée en décembre 2019. Cette caractérisation permettant de préparer le travail des grands instruments d'observation des années 2020 comme le téléscope spatial James-Webb puis le Télescope géant européen.
L'institut est l'un des huit laboratoires français associés à SuperCam, analyseur à distance de la composition chimique des roches de Mars à bord d'un rover,. Le décollage de la mission Mars 2020 emportant ce rover développé par le Jet Propulsion Laboratory se déroule le 30 juillet 2020 et l'arrivée sur le sol martien le 18 février 2021.

## Découvertes
En avril 2017, la revue Nature publie un article selon lequel une équipe internationale composée de scientifiques de l'IPAG a découvert une exoplanète située à 40 années-lumière de la Terre, évoluant dans la zone habitable de l'étoile LHS 1140. Très probablement rocheuse, cette exoplanète nommée LHS 1140b, d'une masse sept fois plus élevée que la Terre, pourrait devenir la meilleure candidate pour la recherche de traces de vie dès que des instruments pouvant analyser son atmosphère seront opérationnels,,.
Une équipe de l'IPAG dirigée par Anne-Marie Lagrange est à l'origine de la mise en évidence d'un système planétaire autour de l'étoile Beta Pictoris située à 63 années-lumière du Soleil avec la découverte des planètes extrasolaires Beta Pictoris b en 2008 et Beta Pictoris c en 2019. 

## Distinctions
En 2011, l'astrophysicienne Anne-Marie Lagrange de l'institut a été lauréate du prix Irène-Joliot-Curie pour ses travaux sur les systèmes planétaires extrasolaires.